# Cossoninae
Sous-famille
Les Cossoninae sont une sous-famille d'insectes coléoptères de la famille des Curculionidae.

## Écologie
La plupart des représentants de cette sous-famille sont xylobiontes (vivant dans le bois). Aussi bien au stade larvaire qu'au stade adulte, ils se nourrissent de tissus morts de plantes: angiospermes, conifères et divers bois, plus rarement de feuilles d'agaves, de palmiers ou de fougères. Les imagos de certains genres vivent dans la litière forestière. Ils sont parfois associés avec les fourmis.

## Description
Ce sont des coléoptères de petite taille, mesurant en général de 2 à 7 millimètres de longueur, avec un corps allongé, dont le dessous est recouvert d'une pilosité rare et de stries. Parfois les écailles sont épaisses. Le rostre est court et large portant à l'épistome des poils sensoriels (seulement deux parfois). Quelques espèces possèdent une tête dont la dimension s'est réduite au cours de l'évolution. Les pattes sont courtes dans la plupart des cas.

## Tribus
- Acamptini LeConte, 1876
- Acanthinomerini Voss, 1972
- Allomorphini Folwaczny, 1973
- Aphyllurini Voss, 1955
- Araucariini Kuschel, 1966
- Choerorhinini Folwaczny, 1973
- Cossonini Schoenherr, 1825
- Cryptommatini Voss, 1972
- Dryotribini LeConte, 1876
- Microxylobiini Voss, 1972
- Nesiobiini Alonso-Zarazaga & Lyal, 1999
- Neumatorini Folwaczny, 1973
- Onychiini Chapuis, 1869
- Onycholipini Wollaston, 1873
- Pentarthrini Lacordaire, 1865
- Proecini Voss, 1956
- Pseudapotrepini Champion, 1909
- Rhyncolini Gistel, 1848
- Tapiromimini Voss, 1972